# Александровск Сахалински
Александровск Сахалински (рус. Алекса́ндровск-Сахали́нский) град је у Сахалинској области у Русији. По попису из 2002. године град има 12 826 становника.

## Становништво
Према прелиминарним подацима са пописа, у граду је 2010. живело становника, (%) више него 2002.
| 1939.  | 1959.  | 1970.  | 1979.  | 1989.  | 2002.  | 2010.  |
| ------ | ------ | ------ | ------ | ------ | ------ | ------ |
| 24.905 | 22.206 | 20.342 | 19.158 | 19.166 | 12.826 | 10.613 |